# Gongora cassidea
Gongora cassidea là một loài lan.